# Pygophora tumidiventris
Pygophora tumidiventris är en tvåvingeart som först beskrevs av Stein 1904.  Pygophora tumidiventris ingår i släktet Pygophora och familjen husflugor. Inga underarter finns listade i Catalogue of Life.